# Далида (телефильм)
«Далида́» — франко-итальянский телесериал режиссёра Джойса Бунюэля 2005 года — история знаменитой французской певицы и актрисы итальянского происхождения Далиды.

## Сюжет

### Эпизод 1
В 1954 году Иоланда Джильотти, дочь итальянского скрипача, жившего в изгнании в Египте, принимает участие в Каирском конкурсе красоты и становится «Мисс Египет». Иоланда покидает Египет и отправляется в Париж. Люсьен Морисс — директор местной радиостанции «Европа 1» замечает «Мисс Египет» и дает ей первый ангажемент в Villa d’Este. За шесть лет Далида, такой псевдоним выбрала для себя Иоланда, превратилась в кумира всей Франции.
Они поженились с Люсьеном Морисом в 1961 году, однако их брак был недолог. Далида обрела финансовую независимость, перевезла маму и братьев из Каира в Париж. Она выстраивает карьеру, слушая советы своего брата Орландо, который отказался от своей певческой карьеры ради сестры.
В это же время Далида встретила свою новую любовь. Это был Жан Собески — молодой художник. В 1964 году Далида празднует продажу 10 миллионного диска собственных песен.
В 1966 году певица встречает Луиджи Тенко — певца и автора песен, и между ними вспыхивают настоящие чувства. Но он не победил на конкурсе в Сан-Ремо и покончил с собой в этот же вечер. Это был страшный удар для Далиды, которая попыталась совершить самоубийство.

### Эпизод 2
Весной 1969 года, благодаря Арно Дежардену, Далиду увлекла страсть к философии Востока.
В 1970 году происходит ещё одна трагедия — кончает жизнь самоубийством бывший муж Далиды, Люсьен. Несмотря на вторую женитьбу, вдовой Люсьена по-прежнему считают именно Далиду. Новая потеря переворачивает внутренний облик певицы.
В этом же году Далида познакомилась с авантюрным художником по имени Ришар Жанфрей, граф де Сен-Жермен. За маской алхимика она обнаруживает ранимого человека и влюбляется в него. После семи лет совместной жизни с Ришаром их отношения ухудшаются — он не поддерживает её успеха, он знает, что она не может иметь детей. Далида оставляет его. В 1981 году Далида получила новую награду — бриллиантовый диск за 80 миллионов дисков песен проданных по всей планете. В 1983 году Ришара Жанфрея находят со случайной спутницей без признаков жизни в собственной машине в Сен-Тропе.
Далида понимает, что личная жизнь не принесла ей счастья, а творческие победы и всеобщее обожание не заменили тепло семейного очага. 3 мая 1987 года, оставив предсмертную записку она во второй раз пытается покончить собой, и это ей удалось…

## В ролях
- Сабрина Ферилли — Иоланда Джильотти / Далида
- Шарль Берлен — Люсьен Морисс
- Кристофер Ламберт — Ришар Жанфрей
- Арно Джованинетти[фр.] — Бруно Джильотти
- Алессандро Гассман — Луиджи Тенко
- Венсан Лекёр[фр.] — Жан Собески
- Фанни Жиль[фр.] — Рози
- Кароль Ришер[фр.] — Соланж
- Мишель Жонас — Бруно Кокатрикс
- Фабрис Девиль[фр.] — Эдди Барклай
- Деян Ангелов[болг.]
- Роберто Бестаццони — Марио, итальянский продюсер
- Бруно Делахайе[фр.] — камео
- Мария Дюкеши[фр.] — Андреа
- Сильвана Гаспарини — невестка Далиды
- Калоян Леньков
- Набил Массад[фр.] — Матук
- Владимир Димитров
- Соланж Мийо — горничная в Анкаре
- Лоран Ольмедо[фр.] — Пауло де Сена
- Николай Урумов[болг.] — Пьетро Джиллиотти
- Джефф Биго — журналист на свадьбе

## Съёмочная группа
- Авторы сценария:
  - Камилла Табуле[фр.]
  - Жером Тоннер[фр.]
  - Джойс Бунюэль
- Режиссёр: Джойс Бунюэль[фр.]
- Оператор: Роберто Вентури
- Композитор: Жан-Мари Сениа[фр.]
- Художники:
  - Жан Бауэр
  - Кристин Жакин
- Монтаж: Николя Барашен
- Продюсеры:
  - Паскаль Брюньо[фр.]
  - Сесилия Феррари
  - Жан Доминик

## Саундтрек
Jean-Marie Senia — Dalida	
2005 OST
- 1. A Dalida (03:06)
- 2. Passionnelle (02:00)
- 3. De ville en villes (01:54)
- 4. Le beau Pablo de Castille (01:24)
- 5. Le violon d’un pere (01:06)
- 6. Loukoum du Caire (03:35)
- 7. Voile blanc (01:51)
- 8. Alchimie electrique (02:13)
- 9. O Joyce (03:35)
- 10. Danse sur mon coeur (01:54)
- 11. Sax-toujours (01:28)
- 12. Japon (01:52)
- 13. Ascenseur du bonheur (02:49)
- 14. Adieu Tenco (02:59)
- 15. Convalescence (02:11)
- 16. Dame en noir (02:50)
- 17. Faux bonheur (01:13)
- 18. L’alchimie de l’amour (04:18)
- 19. Abandon (02:36)
- 20. Dali-dalai (00:54)
- 21. Noлl 68 (00:57)
- 22. Dormir toujours (03:30
- 23. Paris-dixi (01:19
- 24. Pablo-guitars (01:06)
- 25. Tourments (01:35)
- 26. Vers Paris (01:03)
- 27. Avec Lucien (02:51)
- 28. Retour а la nuit (02:53)
- 29. Charmeur d’ombres (01:55)
- 30. Journal morbide (01:49)
- 31. Angelinetta (01:29)
- 32. Alchimie de la mort (01:35)
- 33. Road egyptien (01:10)
- 34. Sabrina (01:10)
- 35. Adieu chansons (01:11)
- 36. Bel alchimiste (01:55)
- 37. Yolanda (01:36)

Total Duration: 01:14:52